# Саука, Йоан
Йоан (Иоанн) Саука (рум. Ioan Sauca; род.10 апреля 1956, Валя-Маре, жудец Караш-Северин) — священник Румынской православной церкви, деятель экуменического движения. Исполняющий обязанности генерального секретаря Всемирного совета церквей (ВСЦ). Вступил в должность 1 апреля 2020 года после того, как Олав Фиксе Твейт ушёл в отставку 31 марта 2020 года. Был заместителем генерального секретаря в 2020 году. Профессор экуменического богословия (с 1998 года) и директор (с 2001 года) Экуменического института Боссэ

## Биография
В 1976 году окончил Карансебешскую духовную семинарию. Продолжил своё образование в Богословском институте в Сибиу (1981). В 1981—1984 году обучался в докторантуре православного богословского факультета Бухарестского университета. Он учился в аспирантуре Экуменического института Боссэ в 1984—1985 годах. В 1985—1987 годы обучался в докторантуре Бирмингемского университета, получил докторскую степень по теологии в 1987 году за диссертацию «Миссионерские последствия восточно-православной экклезиологии»..
Ассистент (1984) и преподаватель (1988—1990) в Богословском Институте в Сибиу на кафедрах миссии и экуменизма и миссионерских руководств. В 1988 году был рукоположен в сан диакона, а в 1989 году — в сан священника. Был советником Патриарха, отвечал за прессу и коммуникации, отношения со СМИ, обучение и внешние отношения в Румынской патриархии в Бухаресте (1990—1994).
Саука присоединился к Всемирному совету церквей в 1994 году в качестве исполнительного секретаря по православным исследованиям и миссионерским отношениям, где он работал до 1998 года.
В 1998—2001 годы был профессором Экуменического института Боссэ, прикреплённого к Женевскому университету. В 2001 году он был избран директором этого института.
В январе 2017 года назначен заместителем генерального секретаря Всемирного совета церквей, при этом продолжая работать в Экуменическом институте Боссэ.
2 марта 2022 года Саука написал открытое письмо Патриарху Московскому Кириллу, в котором сообщил, что получил многочисленные письма с просьбой «обратиться к Патриарху Кириллу с просьбой о посредничестве, чтобы можно было остановить войну и прекратить страдания». Говоря о вторжении России в Украину в 2022 году, Саука продолжил: «Пожалуйста, поднимите голос и говорите от имени страдающих братьев и сестёр, большинство из которых также являются верными членами нашей Православной церкви».
17 июня 2022 года на должность нового генерального секретаря ВЦС был избран реформатский пастор Джерри Пиллэй, вступивший в должность с 1 января 2023 года.